# Kärntner Biene

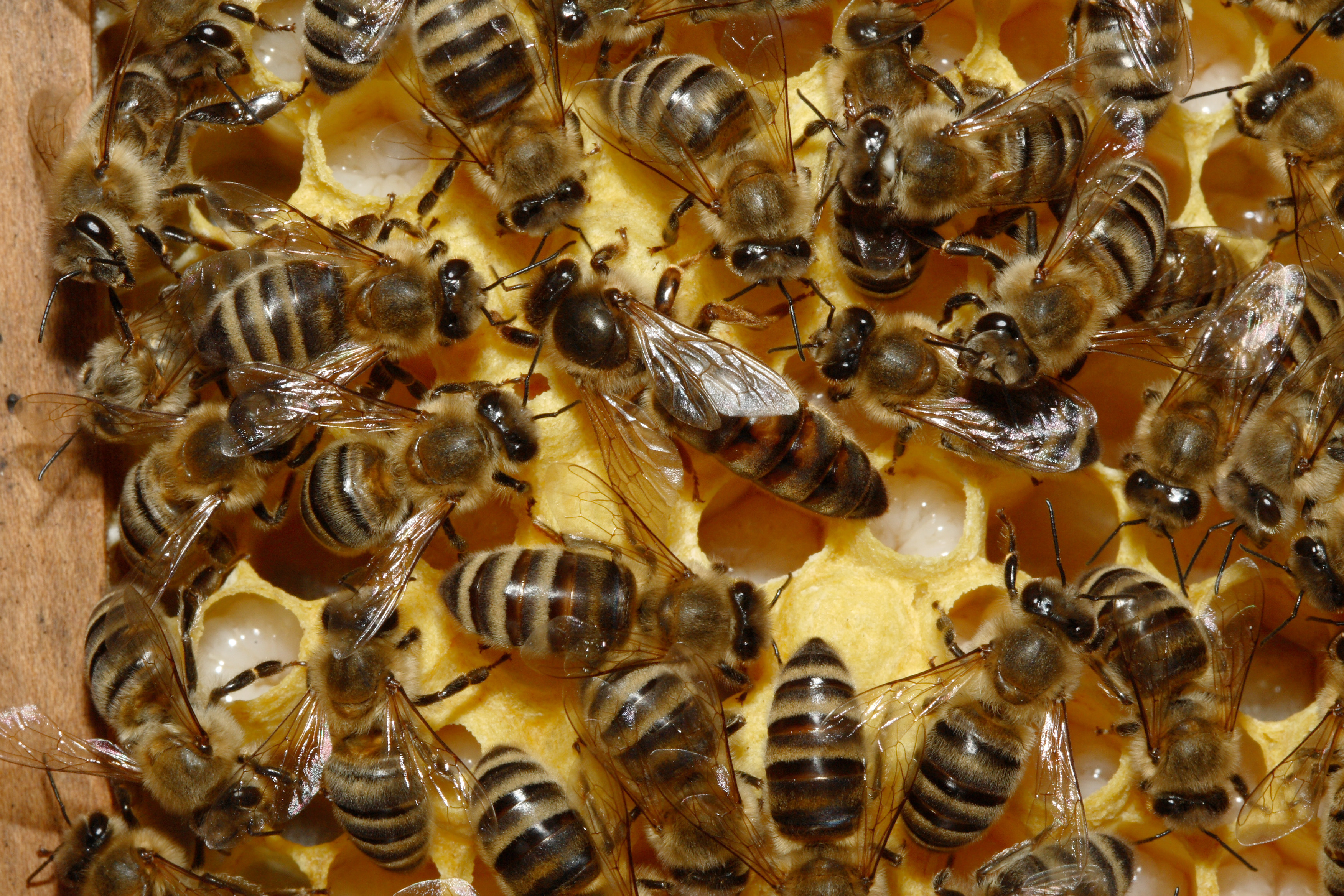
Kärntner Bienen mit Königin auf einer Brutwabe

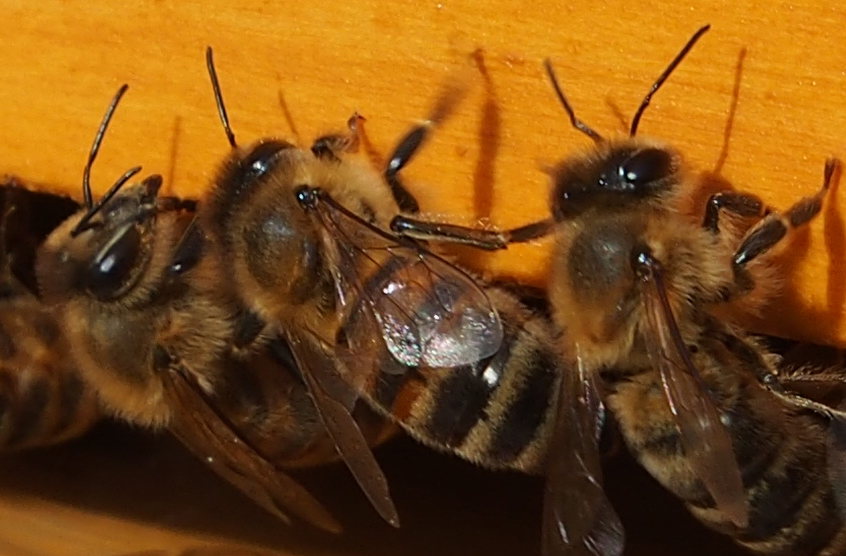
Kärntner Bienen am Einflugloch einer Magazinbeute

Die Kärntner Biene (Apis mellifera carnica), auf verschiedene Regionen bezogen auch Krainer Biene, Niederösterreichische Biene, Banater Biene, Karpatenbiene oder Karstbiene genannt, ist eine natürlich entstandene Unterart der Westlichen Honigbiene (Apis mellifera). Von den Imkern wird sie auch einfach als Carnica bezeichnet.

## Beschreibung
Sie ist die nördlichste Vertreterin der Balkan-Populationen und ist nur in den Regionen südlich der Alpen autochthon (ursprünglich) beheimatet. In den Jahren nach dem Zweiten Weltkrieg wurde sie im ganzen deutschsprachigen Raum verbreitet und hat dabei die nördlich der Alpen beheimatete Dunkle Europäische Biene fast vollständig verdrängt. Gründe waren die größere Volksstärke und der damit zu erreichende höhere Honig-Ertrag.
Da die Kärntner Biene vom südöstlichen Alpenklima geprägt wurde, kommt sie mit heißen Sommern und kalten Wintern gut zurecht. Die Feuchtigkeit und Unbeständigkeit des Meeresklimas bereitet ihr dagegen Schwierigkeiten, weswegen sie auch in England, Frankreich und Skandinavien kaum verbreitet ist.
Die Kärntner Biene ist sanftmütig, hat aber im Gegensatz zu einigen anderen Unterarten der Apis mellifera einen erhöhten Schwarmtrieb.
Laut Veröffentlichungen des Carnica-Züchters Hans Peschetz gab es in Kärnten ein „Bienen-Rassen-Misch-Masch“ und erst ab 1929 wurde die Carnica (Stamm Glockner) vom Fuße des Großglockners in Kärnten gezüchtet und vermehrt. Es gibt derzeit in Kärnten Bienen mit einem relativ hohen Carnica-Anteil. Im Jahre 2014 gab es laut dem Zuchtbericht des Landesverbandes für Bienenzucht in Kärnten nur 20 anerkannte Carnica-Züchter.
Nach dem gültigen Kärntner Bienenwirtschaftsgesetz ist in Kärnten nur die Haltung „reinrassiger“ Bienen der Kärntner Biene erlaubt. Aus dem angrenzenden Italien als Heimat der Unterart Apis mellifera ligustica ist ein Einfluss dieser Drohnen nicht zu verhindern. In den österreichischen Bundesländern Wien, Niederösterreich, Steiermark und Kärnten ist grundsätzlich nur die Haltung oder Zucht von Kärntner Bienen mit ihr zugehörigen Stämmen und Linien zulässig. Die Haltung anderer „reinrassiger“ Bienen bedarf dort einer Genehmigung.

## Merkmale
Innerhalb der Carnica-Rasse sind zwei Gruppen mit relativ geringen Merkmalsunterschieden zu erkennen, die sich zu wenig genau voneinander unterscheiden lassen, als dass man von einer eigenen Rasse sprechen könnte: die Alpine Population (Österreich, Slowenien, Slowakei) und die Pannonische Population (Ungarn, Karpaten, Großteil des ehemaligen Jugoslawiens), so Friedrich Ruttner.
Ruttner führt zur Panzerfarbe folgend aus: Helle Ringe am Hinterleib treten in der angestammten Population in allen Gebieten Österreichs, einschließlich der entlegensten Täler, einem Zehntel bis fast der Hälfte der Völker auf, wenn auch jeweils nur bei wenigen Bienen (5–10 %). Dieses Merkmal als Hybridzeichen aufzufassen ist demnach sicher falsch, es gehört eindeutig zum natürlichen Variationsspektrum dieser Biene. Im östlichen Flachland – von hier liegen allerdings nicht sehr viele Daten vor – scheinen die Ringe etwas häufiger vorzukommen als im Gebirge. Nach Südosten sind die Ringe auch vermehrt anzutreffen und es treten auch Doppelringe auf. In Ungarn fand Ferenc Bakk in einer umfangreichen Untersuchung bei einem Prozent der Arbeiterinnen zwei Ringe und bei sieben Prozent einen Ring.
Wesentliche Merkmale der Kärntner Biene sind nach Friedrich Ruttner:  (für Alpine Carnica – Zuchtvölker)
- Gestalt:
  - mittelgroß
  - schlank
  - lange Körperanhänge
- Panzerfarbe des Hinterleibes der Arbeiterinnen:
  - dunkel, mitunter lederbraune Ecken und 1 Ring (kein Bastardmerkmal)

Zusammenfassend stellt Ruttner das Merkmalsbild eines zuchtwürdigen Carnica-Volkes folgend dar:
Gesamtbild: Grau, sanft, ruhig
Arbeitsbienen-Farbzeichen: Das Zuchtziel ist rein dunkel. Nach der Zuchtordnung des Deutschen Imkerbundes sind nur Ecken, aber keine Ringe, zugelassen. Im „natürlichen Rassestandard“ der Carnica sind in allen Herkünften braune Ringe in wechselnder Häufigkeit enthalten. Die Bewertung der Farbzeichen ist eine Frage der züchterischen Übereinkunft und nicht der Rassereinheit. Das plötzliche Auftreten von Ringen in einer früher einheitlich guten Linie ist ein Hinweis auf Einkreuzung.

## Honig
Der Honig der Kärntner Biene wurde in das Register der Traditionellen Lebensmittel aufgenommen und ist als Rosentaler Carnica Honig für das Rosental als Genussregion namensgebend.

## Verhältnis Carnica und Buckfastbiene
In Deutschland und Österreich wird von einigen Erwerbsimkern die Haltung der Buckfastbiene präferiert, während andere Erwerbs- und der überwiegende Teil der Hobbyimker die Kärntner Biene halten und züchten. In Kärnten kam es daher zu heftigen Auseinandersetzungen zwischen Erwerbs- und Hobbyimkern um das Kärntner Bienenwirtschaftsgesetz vom 5. Juli 2007, das die Haltung, Wanderung und Zucht von Bienen, die nicht der Rasse „Carnica“ (Apis mellifera carnica) angehören, von einer (in der Regel nicht erteilten) Bewilligung der Landesregierung abhängig macht. Dabei kam es 2015 zu Anzeigen gegen und Selbstanzeigen von Imkern, um eine Gesetzesänderung zu erreichen. Der Obmann der Erwerbs-Imker argumentierte dabei: „Das Bienenwirtschaftsgesetz verlangt eine Reinzucht der Carnica und eine Reinzucht der Carnica ist in Kärnten zu 95 Prozent nicht vorhanden.“ Der Obmann des Landesverbandes der Kärntner Imker, Meinhard Schöffmann, argumentiert dagegen: „Gerade aus dem Kreis, die dafür verantwortlich sind, dass wir in Kärnten hybridisierte Bienen haben, werden jetzt jene, die sich darum bemühen, die Carnica in Kärnten zu erhalten, zur Anzeige gebracht.“ Trotz der Auseinandersetzungen ist das Kärntner Bienenwirtschaftsgesetz in seiner bestehenden Form weiterhin in Kraft. In der benachbarten Steiermark plant die Landesregierung eine Lockerung der Vorschriften.